# Caccobius semiaeneus
Caccobius semiaeneus är en skalbaggsart som beskrevs av D'orbigny 1905. Caccobius semiaeneus ingår i släktet Caccobius och familjen bladhorningar. Inga underarter finns listade.